# Таси Верст
Таси верст (вірм. Տասը Վերստ) — село у Шушинському районі Нагірно-Карабаської Республіки. Село входить до складу сільради села Єхцаох.